# Pluguffan
Pluguffan (en bretó Pluguen) és un municipi francès, situat a la regió de Bretanya, al departament de Finisterre. L'any 2006 tenia 3.314 habitants. Està situat a 8 kilòmetres de Quimper, i al seu territori hi ha l'aeroport de Quimper Cornouaille. El 14 de març de 2005 el consell municipal va aprovar la carta Ya d'ar brezhoneg.

## Demografia
| 1962                                       | 1968  | 1975  | 1982  | 1990  | 1999  |
| ------------------------------------------ | ----- | ----- | ----- | ----- | ----- |
| 1.536                                      | 1.639 | 2.203 | 3.107 | 3.238 | 3.155 |
| Des de 1962: població sense dobles comptes |       |       |       |       |       |

## Administració
| Període   | Identitat         | Partit |
| --------- | ----------------- | ------ |
| 2001-2008 | Annie Kerhascoet  |        |
| 2008-     | Dominique Closier |        |